# Shine&Shine
Shine&Shine（シャインアンドシャイン）は、輸入商社の日上商事株式会社が2015年から香港より輸入しているプレミアム果汁飲料のブランド。